# Torrente Tona
Torrente Tona este o arie protejată (arie specială de conservare — SAC, sit de importanță comunitară — SCI, arie de protecție specială avifaunistică — SPA) din Italia întinsă pe o suprafață de 393 ha, integral pe uscat.

## Localizare
Centrul sitului Torrente Tona este situat la coordonatele 41°43′20″N 15°04′40″E / 41.722222°N 15.077778°E.

## Înființare
Situl Torrente Tona a fost declarat sit de importanță comunitară în septembrie 1995 pentru a proteja 1 specie de plante și 13 specii de animale. Alte tipuri de protecție:
- arie de protecție specială avifaunistică (în aprilie 2005)
- arie specială de conservare (în martie 2017)[2][3][4]

## Biodiversitate
Situată în ecoregiunea mediteraneană, aria protejată conține 3 habitate naturale: Tufărișuri halo-nitrofile (Pegano-Salsoletea), Pseudostepă cu ierburi și specii anuale de Thero-Brachypodietea, Păduri de stejar alb estice.
La baza desemnării sitului se află mai multe specii protejate:
- plante (1): Stipa austroitalica
- păsări (13): fâsă-de-câmp (Anthus campestris), ciocârlie-cu-degete-scurte (Calandrella brachydactyla), erete de stuf (Circus aeruginosus), erete vânăt (Circus cyaneus), erete cenușiu (Circus pygargus), dumbrăveancă (Coracias garrulus), Emberiza melanocephala, șoimul rândunelelor (Falco subbuteo), vânturel de seară (Falco vespertinus), ciocârlie de pădure (Lullula arborea), ciocârlie de bărăgan (Melanocorypha calandra), gaia neagră (Milvus migrans), gaia roșie (Milvus milvus)

Pe lângă speciile protejate, pe teritoriul sitului au mai fost identificate 8 specii de plante.